# مطار لندن هيثرو
مطار لندن هيثرو (بالإنجليزية: London Heathrow Airport) (إياتا: LHR، إيكاو: EGLL) هو مطار دولي يقع غرب العاصمة البريطانية لندن، يعد مطار هيثرو أكبر المطارات البريطانية، وثالث أكثر مطارات العالم إزدحاماً من ناحية حركة المسافرين. يملك المطار شركة خدمات المطارات البريطانية (بالإنجليزية: BAA Airports) والتي تمتلك ستة مطارات بريطانية أخرى تخدم جميعها مدينة لندن. وتدير المطار شركة مطار هيثرو المحدودة، ويعتبر مطار هيثرو المقر الرئيسي ومركز عمليات شركات الخطوط الجوية البريطانية، وشركة بي إم أي، وشركة فيرجن أتلانتيك.
يقع مطار هيثرو على بعد 20 كم من وسط لندن - إنجلترا في الإتجاه الغربي، تبلغ مساحة أرض المطار حوالي 12.14 كيلو متر مربع، وصمم المطار في الأصل لاستيعاب ستة مدراج متباعدة على شكل ثلاثة أزواج بمعنى مدرجين متجاورين في كل منطقة، الإ أن المطار حالياً لا يضم إلا مدرجين فقط المدرج الأول يقع في الجهة الشمالية للمطار، والمدرج الثاني يقع في الجهة الجنوبية، ويقع بينهما مباني الركاب البالغ عددهم خمسة مباني، بالإضافة إلى حظائر الطائرات المخصصة للصيانة، ومقرات شركات الطيران وغيرها.

## الموقع
تقع هيثرو علي بعد 12 ميل بحري (22 كم، 14 ميل) غرباً من وسط لندن، إنجلترا، بالقرب من النهاية الجنوبية من منطقة هيلينجدون اللندنية، وهي جزء من مقاطعة ميديلسيكس التي تعتبر الآن منطقة تاريخية. المطار يقع علي جزء من أرض كانت مخصصة كجزء من الحزام الأخضر الذي يحيط العاصمة لندن. يحيط المطار من الشمال مناطق هارلينجتون، وهارموندس وورث، ولونجفورد، وكرانفورد السكنية.
ومن الشرق هاوندسلوه، وهاتون. ومن الجنوب مناطق إيست بيدفونت، وستانويل. ومن الغرب يفصل الطرق السريع إم25 (M25) المطار عن منطقة كولنبرووك ببريكشير.

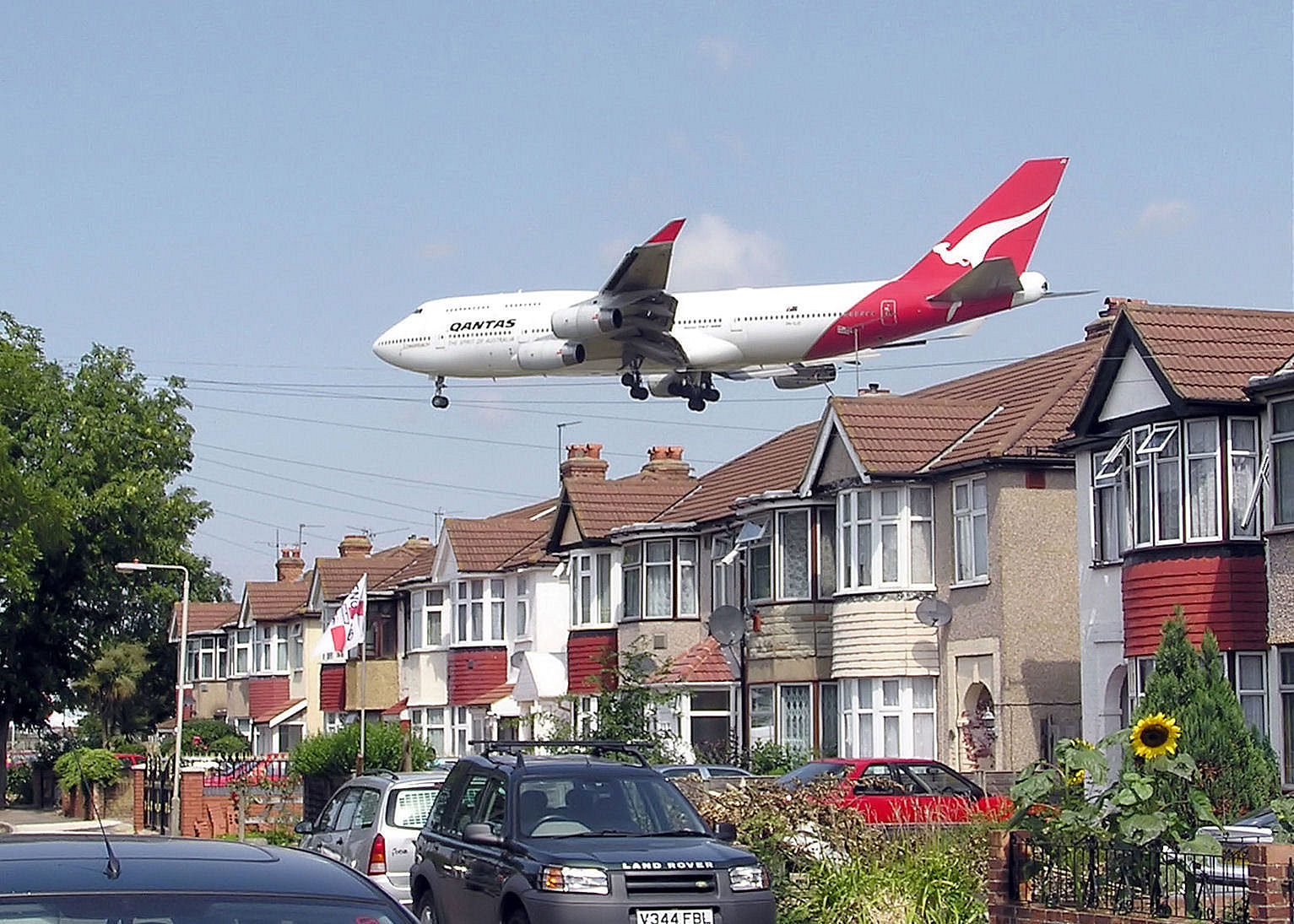
بوينغ 747-400 تابعة لكانتس تهبط بمطار لندن هيثرو الدولي، وتمر بالمناطق السكنية المحيطة.

مطار لندن هيثرو هو واحد من ست مطارات تخدم لندن ولكن هيثرو الوحيد هو الذي يقع في منطقة لندن الكبري.
موقع المطار بغرب لندن وطرقها السريعة جعل الطائرات الهابطة بالمطار يجب أن تمر مباشرةً فوق المدينة. مطارات أخرى أوروبية مثل مطار فرانكفورت الدولي أو مطار شارل ديغول الدولي يقعان بشمال أو جنوب مدنهم مما يجعل مشكلة الطيران فوق المناطق السكنية محلوله. وعيب آخر لموقع المطار هو الارتفاع المنخفض 25 متر (83 قدم) فوق مستوى سطح البحر والذي يجعل المطار معرض لضباب بشكل كبير.

## نبذة تاريخية
بدأ تاريخ الطيران المدني في هذا المكان (الذي يعتبر حالياً مطار هيثرو) منذ بداية الحرب العالمية الأولى، وذلك عندما أستخدم هذا المكان للطيران العسكري تحديداً عام 1930، ثم انتقلت ملكية المطار لشركة فايري الطيران، وكان المطار يستخدم في هذا الوقت لتجميع قطع الطائرات وإجراء الاختبارات. أما حركة الطيران المدني والتجاري فكانت تستخدم مطار كرويدون والذي كان يعتبر المطار الرئيسي لمدينة لندن في ذلك الوقت.

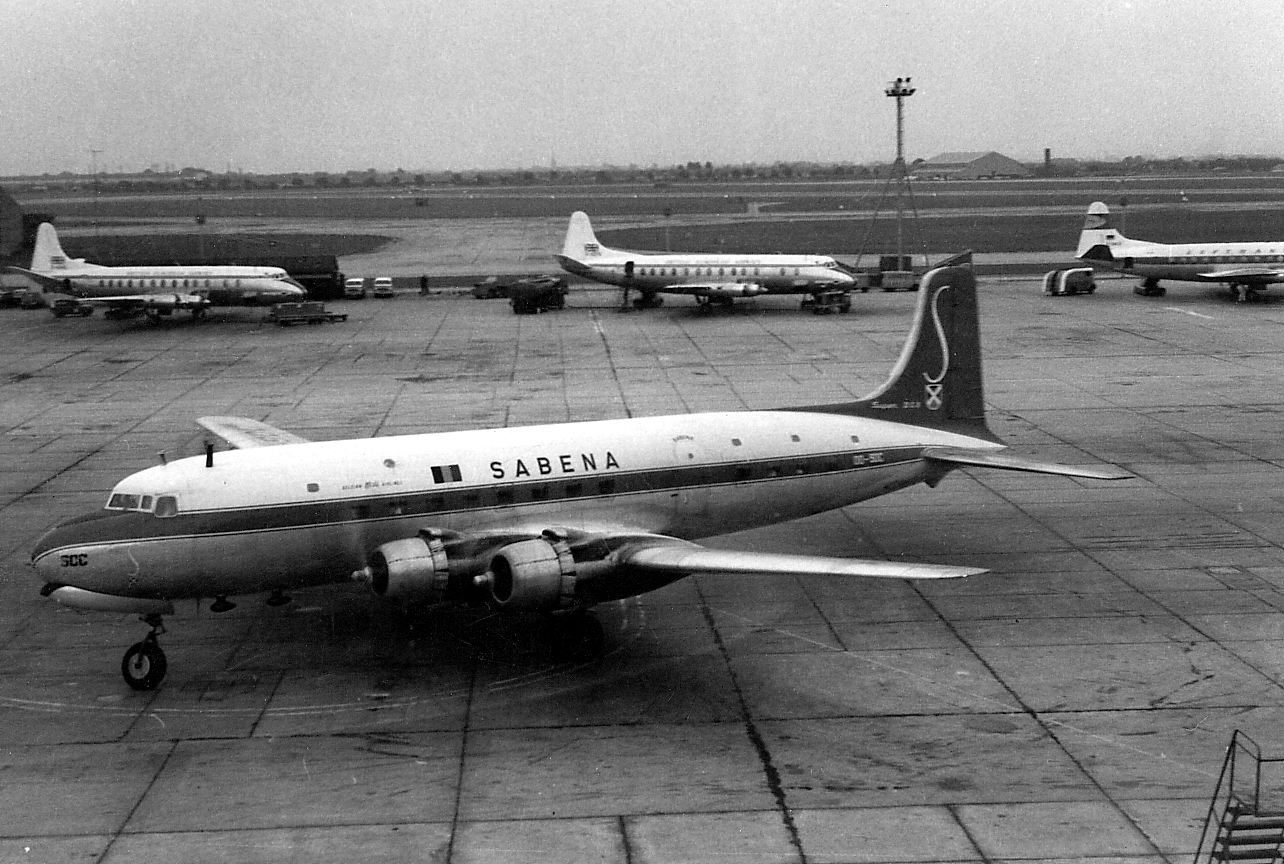
مطار هيثرو سنة 1960

في عام 1943 انتقلت ملكية مطار هيثرو إلى وزارة الطيران المدني البريطانية على أن يسمح لسلاح الجو الملكي البريطاني لاستخدامه في عمليات النقل والإمداد الجوي العسكري. وفي 1944 بدأ رسمياً العمل على إنشاء مدرج جديد للمطار، وتم إنشاء المدرج على أنقاض قرية كانت تسمى «هيث روه» (بالإنجليزية: Heath Row).
استمر سلاح الجو الملكي البريطاني في استخدام المطار حتى نهاية الحرب العالمية الثانية، وأصبح المطار مدنياً فقط بداية من 1 يناير 1946، واقلعت منه أول رحلة طيران مدني في 25 مارس 1946 متوجهةً إلى بوينس آيرس عبر مدينة لشبونة البرتغالية. أما أول رحلة طيران دولية تهبط في مطار هيثرو فكانت في أبريل من نفس العام، وكانت الرحلة لشركة برازيلية قادمة من مدينة ريو دي جانيرو.

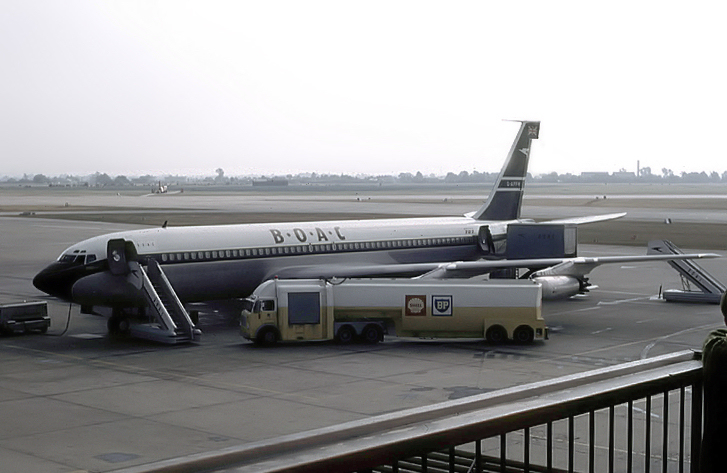
مطار هيثرو سنة 1964

وفي عام 1955 تم افتتاح أول مبنى دائم للركاب وهو ما يعرف حالياً بمبنى 2، وفي إبريل من نفس العام أفتتح برج المراقبة الدائم للمطار والذي بلغ ارتفاعه حوالي 127 متر تقريباً، وتم سنة 1960 إنشاء أول قرية للبضائع داخل المطار وتم ربطها بمباني الركاب عن طريق أنفاق تحت الأرض، أما مبنى الركاب رقم 3 فقد تم إنشائه سنة 1964 وخُصص المبنى للرحلات الطويلة فقط، وفي سنة 1968 أنشأ مبنى ثالث للركاب وهو ما يسمى حالياً مبنى الركاب رقم 1. وفي ذلك الوقت بلغ عدد المسافرين عبر مطار هيثرو حوالي 14 مليون مسافر.
وفي سنة 1970 تم تطوير مبنى رقم 3، وذلك عن طريق إنشاء صالة للقادمين مرفق بها العديد من الخدمات، وفي نفس العام تم توسيع مدرجي المطار "09R/27L" و"09L/27R" ليكونا قادرين على تحمل طائرات بوينغ 747، وفي عام 1977 تم إنشاء أول خط للقطارات يربط المطار بمدينة لندن، وبحلول عام 1980 بلغ عدد الركاب المسافرين عبر مطار هيثرو حوالي 30 مليون مسافر، وفي عام 1986 تم افتتاح مبنى الركاب رقم 4 والذي تم تخصيصه لشركة الخطوط الجوية البريطانية، وتم ربطه بمباني الركاب الثلاثة وقرية البضائع بأنفاق تحت الأرض، وفي سنة 1987 تم إنشاء شركة خدمات المطارات البريطانية لغرض إدارة مطار هيثرو ومطارات لندن الستة الأخرى.

## مطار هيثرو اليوم
يستخدم مطار هيثرو اليوم أكثر من 90 شركة طيران عالمية، تخدم أكثر من 170 وجهة حول العالم، وكما ذكرت يعتبر المطار المقر الرئيسي ومركز علمليات شركات الخطوط الجوية البريطانية، شركة بي إم أي وشركة فيرجن أتلانتيك. تبلغ القدرة الاستيعابية لمطار هيثرو حوالي 67 مليون راكب سنوياً، وتقسم نسبة رحلات الطيران بالمطار إلى: 11% للرحلات الجوية داخل المملكة المتحدة، 43% للرحلات الدولية القصيرة، 46% للرحلات الدولية الطويلة، أما أكثر خطوط الطيران إزدحاماً فهو خط (لندن-مطارهيثرو) و (نيويورك-مطار جون إف كينيدي الدولي) حيث يبلغ عدد الركاب المسافرين سنوياً على هذا الخط حوالي 3.5 مليون راكب. ويربط المطار بمدينة لندن بوسائل نقل مختلفة مثل شبكة قطارات أنفاق لندن، وقطار «هيثرو إكسبريس» وهو خط قطار سريع يربط لندن (محطة بادينغتون) بمطار هيثرو، وشبكة حافلات تربط مطار هيثرو بما حوله من المناطق، وحافلات لخدمة المسافرين للتنقل داخل المطار نفسه.

## مباني الركاب

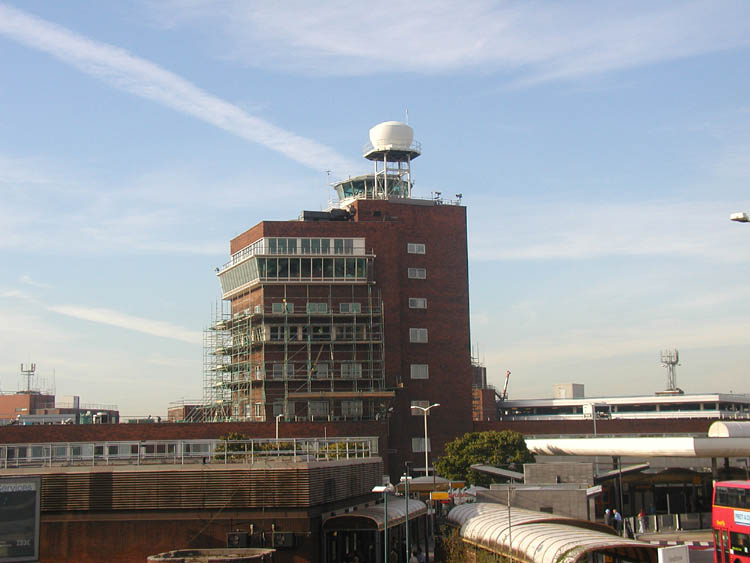
مبنى الركاب رقم 1

### مبنى الركاب رقم 1
يرجع تاريخ إنشاء مبنى الركاب رقم 1 إلى 1968، وأفتتحته الملكة إليزابيث الثانية في مايو 1969، وفي 2005 أكتمل أكبر مشروع لتطوير مبنى 1، حيث شمل المشروع توسيع صالة المغادرة في الإتجاه الشرقي للمبنى، وزيادة المساحة المخصصة للأسواق الحرة، وزيادة المساحة المخصصة لانتظار الركاب، وتعمل بالمبنى أكثر من 12 شركة طيران، تقوم برحلات داخل المملكة المتحدة وخارجها.

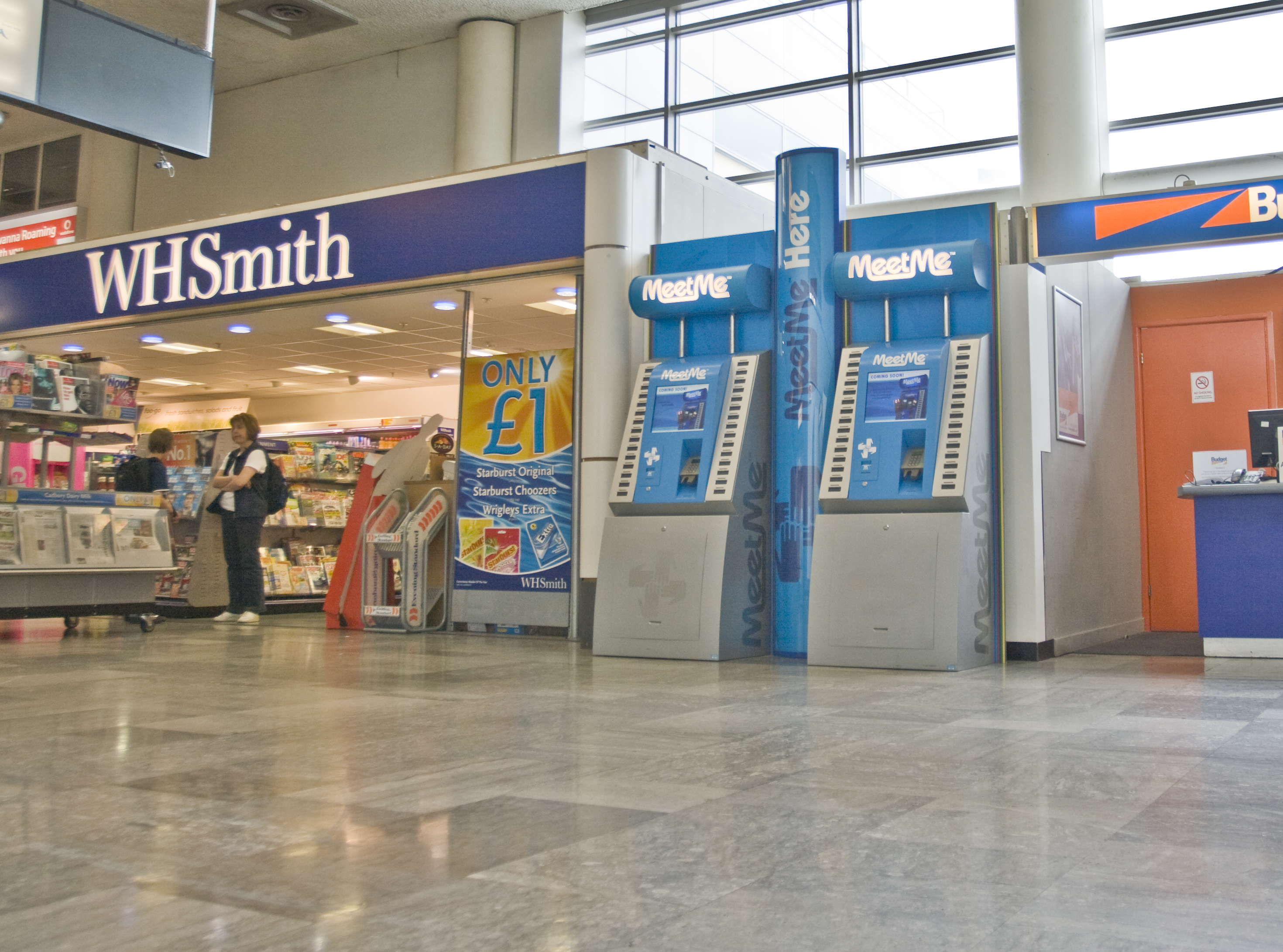
الأسواق الحرة - مبنى الركاب رقم 2

### مبنى الركاب رقم 2
يعتبر مبنى الركاب رقم 2 أقدم مبنى في مطار هيثرو، حيث تم إنشائه سنة 1955، وقد تم هدم المباني المجاورة لمبنى 2، وذلك لإفساح المجال أمام مشروع توسيع وتطوير مبنى 2 حيث من المقرر الانتهاء من مشروع التطوير سنة 2010.

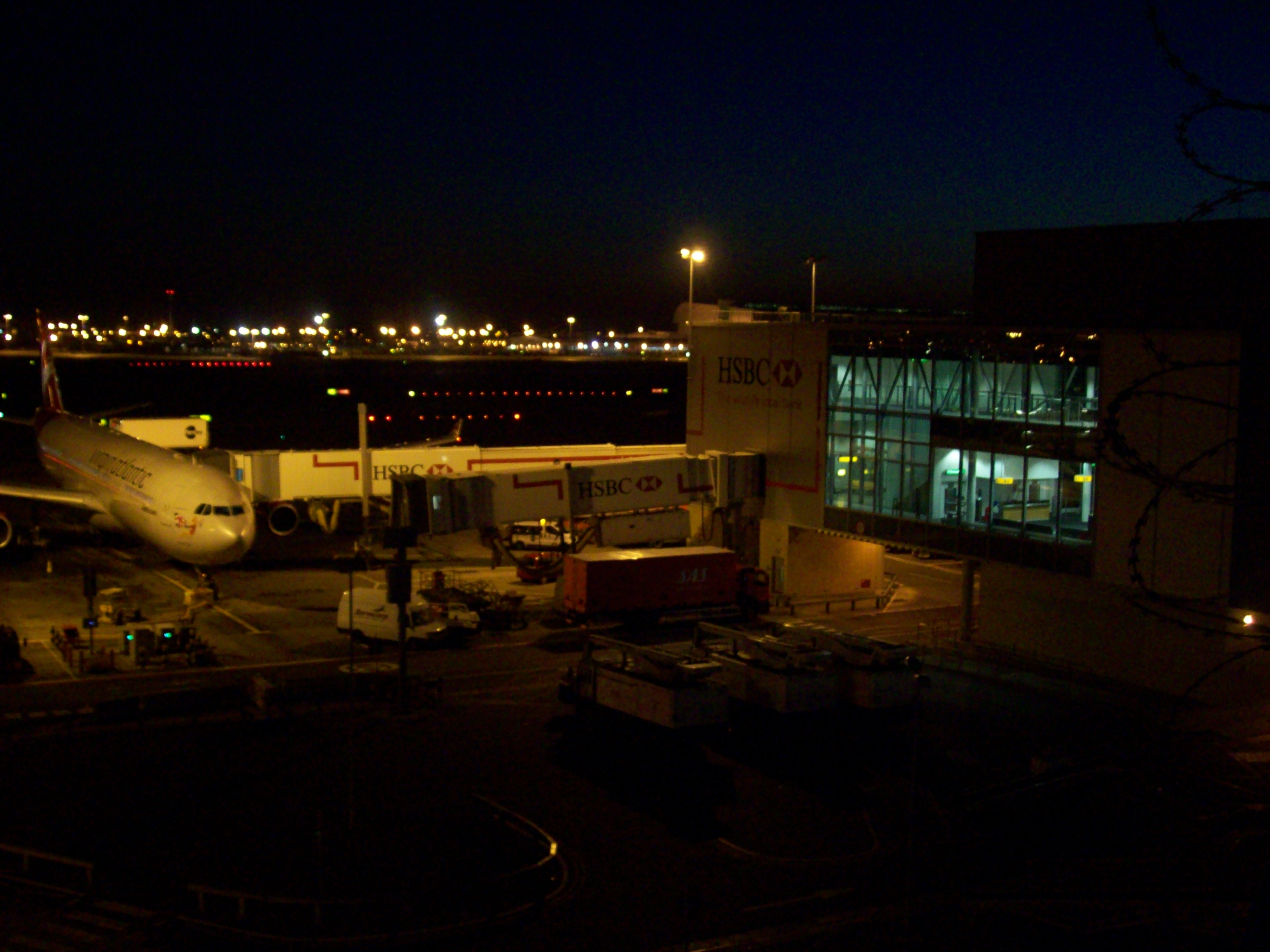
مبنى الركاب رقم 3

### مبنى الركاب رقم 3
أفتتح مبنى الركاب رقم 3 في 13 نوفمبر 1961 حيث كان يسمى مبنى المحيط لإنه كان مخصصاً في البداية للرحلات الطويلة العابرة للمحيطات، وكان سطح المبنى يستخدم في ذلك الوقت كمهبط للطائرات المروحية لإيصال الركاب إلى وسط لندن بسرعة كبيرة، وفي عام 1968 تم تغيير اسم المبنى من مبنى المحيط إلى مبنى 3، وفي عام 1970 أجريت العديد من مشاريع التطوير والتوسعة للحد من حركة مرور الركاب والازدحام، وفي عام 2006 تم تنفيذ بعض مشروعات التطوير وأضيف للمبنى العديد من المرافق الجديد، وذلك لاستيعاب طائرات إيرباص A380 العملاقة حيث تسير كل من طيران الإمارات والخطوط الجوية السنغافورية هذه الطائرات في رحلاتها من وإلى مطار هيثرو، وتعمل في المبنى أكثر من 36 شركة طيران من مختلف أنحاء العالم.

### مبنى الركاب رقم 4
يقع مبنى الركاب رقم 4 جنوب المدرج الشمالي بجوار قرية البضائع، ويرتبط المبنى 4 بمباني الركاب الأخرى عن طريق الأنفاق والقطار، وكان المبنى مخصصاً حتى عام 2008 لرحلات شركة الخطوط الجوية البريطانية، إلا أن تم نقل الخطوط الجوية البريطانية لمبنى رقم 5، وخصص هذا المبنى لرحلات الشركات الأعضاء في تحالف سكاي تيم العالمي. ويخضع المبنى الآن لعمليات تطوير لكي يتمكن من استيعاب 45 شركة طيران، وتشمل عمليات التطوير توسيع صالات الانتظار والسفر وإنشاء موقفين جديدين لإسيتعاب طائرات إيرباص A380، وإنشاء نظام جديد لنقل حقائب المسافرين، كل هذا التطوير يتم حالياً من أجل جعل المبنى كقاعدة مركزية لطائرات شركات تحالف سكاي تيم.

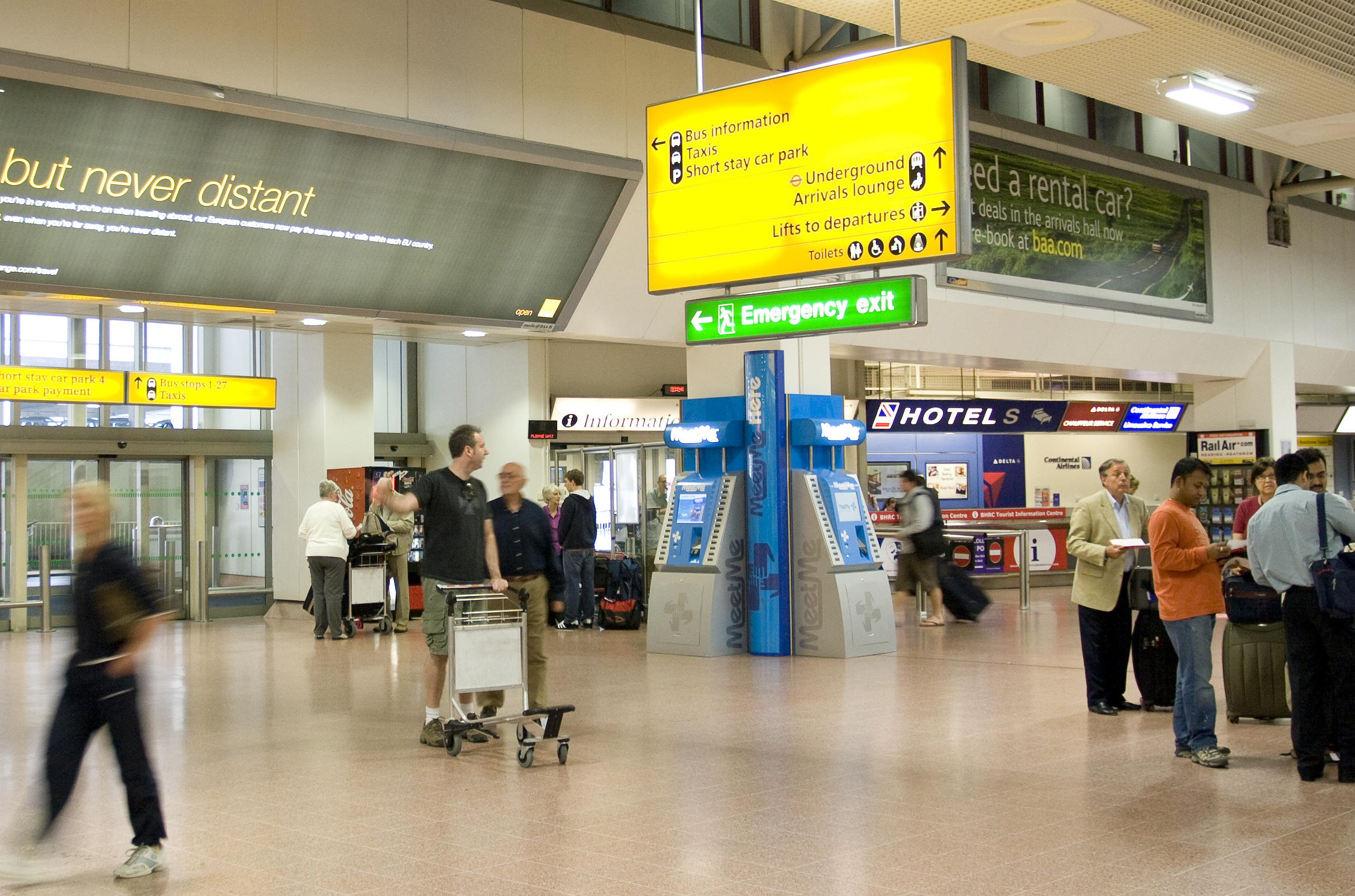
مبنى الركاب رقم 4

### مبنى الركاب رقم 5
يعتبر مبنى 5 بمطار هيثرو أحدث المباني التي تم إنشائها بالمطار، وهو مخصص لشركة الخطوط الجوية البريطانية، أفتتحته الملكة إليزابيث الثانية في 14 مارس 2008، يقع مبنى 5 غرب المطار بين المدرج الشمالي والمدرج الجنوبي، وتعرض المبنى في بداية تشغيله لمشكلات كبيرة حيث تعطلت أنظمة تكنولوجيا المعلومات وعدم تدريب الموظفين على الأنظمة الجديدة، وأدت كل هذه المشكلات إلى إلغاء أكثر من 500 رحلة خلال أسبوعين.
بلغت تكلفة إنشاء المطار ما يقارب 4.3 مليار جنيه إسترليني، ويتكون من أربعة طوابق ويمكنه إسيتعاب طائرات ايرباص 380 العملاقة الجديد، وتبلغ القدرة افستيعابية للمطار حوالي 30 مليون مسافر سنوياً، ويضم المبنى أكثر من مائة متجر ومطعم. ويضم المبنى أيضاً موقف للسيارات متعدد الطوابق، قادر على استيعاب أكثر من 3800 سيارة في نفس الوقت.

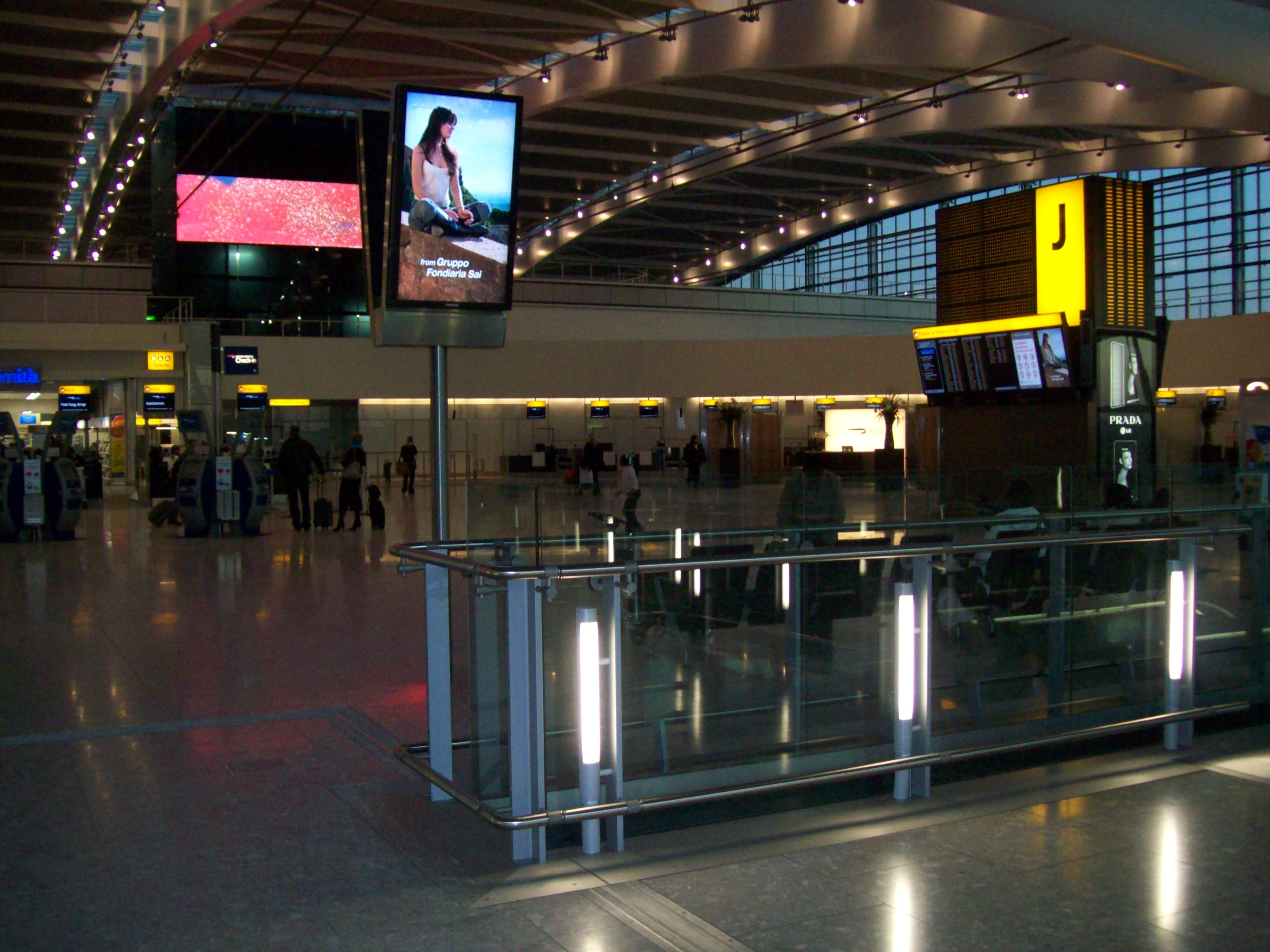
مبنى الركاب رقم 5

### المبنى الشرقي
في نوفمبر 2005 أعلنت شركة المطارات البريطانية عن نيتها هدم مبنى 1 ومبنى 2 والمبنى الخاص بالملكة وبناء مبنى جديد يسمى مبنى ركاب شرق هيثرو، حيث ستبلغ الطاقة الاستيعابية للمبنى الجديد 30 مليون راكب سنوياً، بعد أن كانت مقتصرة على 5 ملايين فقط في وجود المباني الثلاثة، وبدأ العمل في المشروع منذ مايو
2007. ويشمل المشروع إنشاء مواقف جديدة للطائرات لكي تفسح المجال لهدم مبنى رقم 2، وكان من المقرر الانتهاء من المشروع سنة 2012 تزامناً مع بدابة أولمبياد لندن إلا أن هذا أصبح غير ممكناً في الوقت الراهن، وتبلغ التكلفة الإجمالية للمشروع ما يقارب 1.5 مليار جنيه إسترليني.

## مشروعات مستقبلية
أقترحت شركة خدمات المطارات البريطانية خطة لتوسيع مطار هيثرو، تشمل هذه الخطة إنشاء مبنى سادس للركاب وإنشاء مدرج ثالث للمطار، وتلقى هذه الخطة دعم كبير من الحكومة البريطانية وجميع شركات الطيران على حد سواء، إذ أن هذا المشروع سيؤدي إلى رفع قدرة التشغيل في مطار هيثرو إلى ما يزيد عن 50%، إلا أن هذا المشروع يواجه حملة من المعارضات والاستياء من جانب جماعات حماية البيئة.

## الوصول للمطار

### وسائل النقل العام
- هيثرو إكسبريس هي خدمة قطارات مباشرة من مطار هيثرو إلى مدينة لندن، ويغادر المطار قطار كل 15 دقيقة في رحلة تمتد لـ 15 ميل، من مباني الركاب 1,2,3 إلى وسط العاصمة لندن، وعادة ما يكون الركوب في هذه القطارات بمبلغ رمزي.

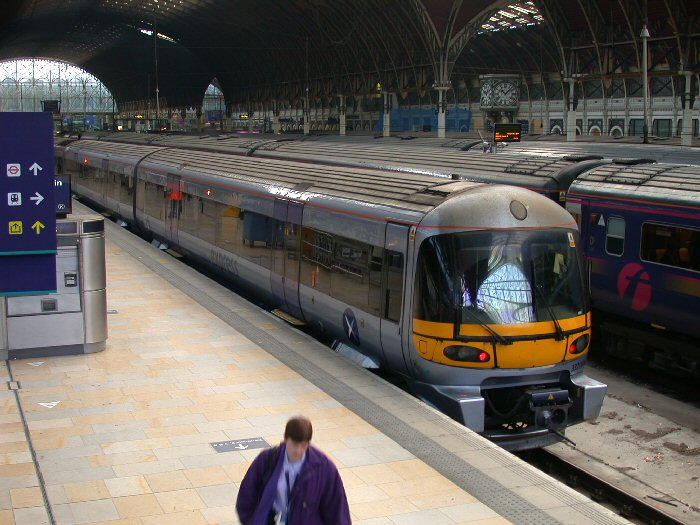
أحد قطارات خدمة هيثرو إكسبريس

- توصيل هيثرو هي خدمة قطارات أخرى لتوصيل الركاب من وإلى مطار هيثرو، لكنها تتوقف في خمسة محطات قبل وصولها إلى قلب لندن، أي أنها خدمة غير مباشرة كما هو الحال في «هيثرو إكسبريس»، ويغادر المطار قطار كل 30 دقيقة وتستغرق رحلة الوصول إلى لندن ما يقارب 25 دقيقة، ويستخدم هذا القطار في الربط بين مباني المطار 1,2,3,4 وذلك مقابل مبلغ رمزي.
- خط مترو انفاق لندن بيكاديللي هي خدمة قطارات أنفاق تتبع مشروع مترو أنفاق لندن، وهي خدمة تربط مباني المطار الأربعة بمدينة لندن، وتستغرق الرحلة من مطار هيثرو إلى وسط لندن عبر قطارات الأنفاق مار بين 40-50 دقيقة.

### السيارات
يمكن الوصول إلى مطار هيثرو عن طريق السيارات من خلال الطريق السريع "M4" والطريق "A4" وهما يخدمان مباني الركاب الأول والثاني والثالث، ويمكن الوصول لمباني الركاب الرابع والخامس من خلال الطريق السريع "M25"، يوجد في المطار مواقف متعددة الطوابق لخدمة هذه السيارات تديرها «هيئة المطارات البريطانية»، بالإضافة لوجود العديد من المواقف خارج نطاق المطار لاتديرها هيئة المطارات البريطانية، وتوجد الكثير من الحافلات العامة تقوم بربط مباني المطار بمحطات النقل العام في لندن، هذا بالإضافة لوجود خدمات التاكسي التي تخدم لندن الكبرى.

## خطوط وشركات الطيران
| الوجهات تبعاً للمنطقة |
| --- |
| - محلية - المملكة المتحدة - إنجلترا - مانشيستر، نيوكاسل - أيرلندا الشمالية - مدينة بلفاست، بلفاست الدولي - اسكتلندا - أبردين، إيدينبيرج، جلاسكو - دولية - أفريقيا - شرق أفريقيا - أديس أبابا، دار السلام، عنتيبي، نيروبي، سيشيل - شمال أفريقيا - الجزائر، القاهرة، الدار البيضاء، الخرطوم، الأقصر، مراكش، طنجة، طرابلس، تونس - جنوب إفريقيا - كيب تاون، جوهانسبرغ، لواندا، لوساكا، موريشيوس - غرب أفريقيا - أبوجا، أكارا، فريتاون، لاجوس - أسيا - أسيا الوسطي - ألماتي، أشغبات، بشكيك، طشقند - شرق أسيا - بكين العاصمة، هونغ كونغ، سول انشيون، شانغهاى بودونغ، تاويوان - تايوان، طوكيو - ناريتا - جنوب أسيا - أمريتسار، بنغالورو، تشيناي، كولومبو، دكا، دلهي، حيدر أباد، إسلام اباد، كراتشي، لاهور، ماليه، مومباي - جنوب شرق أسيا - بروناي، بانكوك، كوالالمبور سيبانغ، سنغافورة - جنوب غرب أسيا - أبوظبي، عدن، حلب، عمان، أنقرة، انطاليا، البحرين، باكو، بيروت، دمشق، الدمام، الدوحة، دبي، إيلات، إرسان، ازمير، جدة، الكويت، لانكرا، مسقط، بافوس، الرياض، صنعاء، تبليسي، طهران-الإمام الخميني، تل أبيب، يريفان - أوروبا - لاكورونيا، أمستردام، أثينا، برشلونة، بازل، بلغراد، برلين، بروكسل، بوخارست، بودابست، كولون / بون، كوبنهاغن، كورك، دبلن، دوسلدورف، إيكاترينبرغ، فارو، فرانكفورت، جنيف، جوتبورج لاندفيتر، هامبورغ، هانوفر، هلسنكي، إسطنبول أتاتورك، كييف بوريسبيل، لشبونه، ليون، ماديرا، مدريد، ماديرا، مالطا، ميلان ليناتيه، ميلان مالبينسا، موسكو دوموديدوفو، موسكو - شيريميتييفو، ميونج، نابولي، نيس، مطار أوسلو، جاردمون، بالما دي مايوركا، باريس-شارل ديجول، بورتو، براغ، ريكيافيك، رييكا، روما - فيوميتشينو، سانت بطرسبورج، صوفيا، سبليت، ستافانجر، ستوكهولم آرلاندا، شتوتغارت، فالنسيا، البندقية-ماركو، فيينا، وارسو، زغرب، زيورخ - الأمريكيتان - أمريكا الشمالية - كندا - كالغاري، ادمونتون، هاليفاكس، مونتريال، أوتاوا، تورونتو بيرسون، فانكوفر - الكاريبي -- كايمان الكبرى، ناسو، بروفيدنسياليس - المكسيك -- مدينة مكسيكو - الولايات المتحدة - أتلانتا، بالتيمور، بوسطن، شيكاغو أوهير، دالاس، دنفر، ديترويت، هيوستون انتركونتيننتال، لوس أنجلوس، ميامي، منيابولس، نيويورك-جيه إف كيه، نيووارك، فلاديلفيا، فينيكس، راليه / دورهام، سان فرانسيسكو، سياتل، واشنطن دولس - أمريكا الجنوبية - بوغوتا، بوينس آيرس، ريسيفي، ريو دي جانيرو غليون، سالفادور باهيا، ساوباولو - أوقيانوسيا - أوكلاند، ملبورن، سيدني |

### مبنى الركاب رقم 1
| شركـات طيـران             | الوجهات                                              |
| ------------------------- | ---------------------------------------------------- |
| إير لينجوس                | بلفاست، كورك، دبلن                                   |
| طيران نيوزيلندا           | أوكلاند، هونغ كونغ، لوس أنجلوس                       |
| خطوط أسيانا الجوية        | سيول                                                 |
| الخطوط الجوية القبرصية    | لارنكا، بافوس                                        |
| طيران العال               | تل أبيب                                              |
| طيران أيسلندا             | ريكيافيك                                             |
| خطوط لوت الجوية البولندية | وارسو                                                |
| خطوط جنوب أفريقيا الجوية  | جوهانسبرغ، كيب تاون                                  |
| ترانسيرو                  | موسكو                                                |
| يونايتد إيرلاينز          | شيكاغو، دنفر، لوس أنجلوس، سان فرانسيسكو، واشنطن دولس |
| الخطوط الجوية الأمريكية   | فيلادلفيا                                            |

### مبنى الركاب رقم 2
| شركـات طيـران                   | الوجهات                                         |
| ------------------------------- | ----------------------------------------------- |
| إيروفلوت                        | موسكو                                           |
| الخطوط الجوية الجزائرية         | الجزائر                                         |
| الخطوط الجوية الفرنسية          | باريس                                           |
| الخطوط الجوية الإيطالية         | روما، ميلان                                     |
| الخطوط الجوية الإيطالية إكسبريس | ميلان                                           |
| طيران أستانتا                   | ألماتي                                          |
| أريك للطيران                    | لاغوس                                           |
| الخطوط الجوية النمساوية         | فيينا                                           |
| الخطوط الجوية الأذربيجانية      | باكو                                            |
| أفيانسا                         | موسكو                                           |
| خطوط طيران بيل فيو              | لاغوس                                           |
| بلغاريا للطيران                 | صوفيا                                           |
| خطوط طيران شرق الصين            | شانغهاي                                         |
| خطوط طيران كرواتيا              | زغرب                                            |
| خطوط طيران جات                  | بلغراد                                          |
| الخطوط الجوية الليبية           | طرابلس                                          |
| لوفتهانزا                       | برلين، بون، دوسلدروف، فرانكفورت، هامبورغ، ميونخ |
| لوفتهانزا سيتي لاين             | شتوتغارت                                        |
| خطوط أولمبيك الجوية             | أثينا                                           |
| روسيا للطيران                   | موسكو                                           |
| الخطوط الملكية المغربية         | الدار البيضاء، طنجة                             |
| أطلس بلو                        | مراكش، طنجة                                     |
| الخطوط الجوية الدولية السويسرية | زيورخ، جنيف                                     |
| الخطوط الجوية السورية           | دمشق                                            |
| تاب برتغال                      | لشبونة، بورتو                                   |
| الخطوط التونسية                 | تونس                                            |
| الخطوط الجوية الأوزبكستانية     | طشقند                                           |
| الخطوط الجوية اليمنية           | صنعاء                                           |

### مبنى الركاب رقم 3
| شركـات طيـران                     | الوجهات                                          |
| --------------------------------- | ------------------------------------------------ |
| مصر للطيران                       | القاهرة                                          |
| طيران كندا                        | مونتريال                                         |
| الخطوط الجوية الصينية             | بكين                                             |
| طيران الهند                       | دلهي، مومباي، تورينتو، مونتريال                  |
| خطوط كل اليابان الجوية            | طوكيو                                            |
| الخطوط الجوية الأمريكية           | بوسطن، شيكاغو، دالاس، لوس أنجلوس، ميامي، نيويورك |
| بلو1                              | هيلسنكي                                          |
| كاثاي باسيفيك                     | هونغ كونغ                                        |
| كليك للطيران                      | القاهرة                                          |
| طيران الإمارات                    | دبي                                              |
| الخطوط الجوية الأثيوبية           | أديس أبابا                                       |
| الاتحاد للطيران                   | أبوظبي                                           |
| إيفا للطيران                      | بانكوك، تايبيه                                   |
| فنلندا للطيران                    | هيلسنكي                                          |
| الخطوط الجوية الأيبيرية           | مدريد، برشلونة                                   |
| إيران للطيران                     | طهران                                            |
| الخطوط الجوية اليابانية           | طوكيو، أوساكا                                    |
| خطوط طيران جيت                    | دلهي، مومباي                                     |
| الخطوط الجوية الكورية             | سول                                              |
| الخطوط الجوية الكويتية            | الكويت، نيويورك                                  |
| الخطوط الجوية الماليزية           | كوالامبور                                        |
| طيران الشرق الأوسط                | بيروت                                            |
| الطيران العماني                   | مسقط                                             |
| الخطوط الجوية الدولية الباكستانية | إسلام أباد، كراتشي                               |
| خطوط رويال بروناي الجوية          | بندر سري بكاوان، دبي                             |
| الملكية الأردنية                  | عمان                                             |
| الخطوط الجوية السنغافورية         | سنغافورة                                         |
| الخطوط الجوية الدولية التايلاندية | بانكوك                                           |
| الخطوط الجوية التركية             | أسطنبول                                          |
| خطوط فيرجن أتلانتيك الجوية        | بوسطن، كيب تاون                                  |
| الخطوط الجوية الإسكندنافية        | كوبنهاغن، أوسلو، ستوكهولم                        |

### مبنى الركاب رقم 4
| شركـات طيـران                   | الوجهات                                       |
| ------------------------------- | --------------------------------------------- |
| الخطوط الجوية القطرية           | الدوحة                                        |
| طيران مالطا                     | مالطا.                                        |
| خطوط كونتيننتال الجوية          | كليفلاند، هيوستن.                             |
| خطوط دلتا الجوية                | أتلانتا، ديترويت، نيويورك.                    |
| الخطوط الجوية الكينية           | نيروبي.                                       |
| خطوط كينج فيشر الجوية           | مومباي.                                       |
| الخطوط الجوية الملكية الهولندية | أمستردام.                                     |
| كي إل إم سيتي هوبر              | أمستردام.                                     |
| كانتس                           | بانكوك، هونغ كونغ، سنغافورة، سيدني.           |
| الخطوط الجوية السريلانكية       | كولمبو.                                       |
| طيران الخليج                    | البحرين                                       |
| خطوط تام الجوية                 | سلفادور، ساوباولو.                            |
| الخطوط الجوية العربية السعودية  | الرياض، جدة، الدمام، المدينة المنورة (موسمية) |

### مبنى الركاب رقم 5
| شركـات طيـران            | الوجهات |
| ------------------------ | --- |
| الخطوط الجوية البريطانية | القاهرة، أبوظبي، أبردين، أبوجا، أكرا، الجزائر، أمستردام، أثينا، أتلانتا، البحرين، بالتيمور، بنغالور، بكين، بلغراد، برلين، بوسطن، بروكسل، بودابست، بوخارست، كالغاري، كيب تاون، شيكاغو، كوبنهاغن، دالاس، دار السلام، دلهي، دنفر، دكا، الدوحة، دبي، دوسلدروف، إدنبرة، فرانكفورت، جنيف، دوسلدروف، غلاسكو، هامبورغ، هونغ كونغ، هيوستن، حيد أباد، إسطنبول، جدة، جوهانسبرغ، كييف، الخرطوم، الكويت، لارنكا، لاجوي، لوس أنجلوس، لوساكا، ليون، مالطا، مانشستر، مراكش، ميكسيكو سيتي، موريشيوس، ميامي، ميلان، مونتريال، موسكو، مومباي، ميونخ، مسقط، نيروبي، ناسو، نيويورك، نيوكاسيل، أوسلو، باريس، فيلادلفيا، براغ، ريودي جانيرو، الرياض، روما، سان فرانسيسكو، سياتل، شانغهاي، صوفيا، سانت بطرسبرج، ستوكهولم، تل أبيب، طوكيو، تورنتو، تولوز، طرابلس، فيينا، وراسو، واشنطن دولس، زيورخ، فرانكفورت |

## الروابط الخارجية
- موقع مطار هيثرو الدولي
- خريطة بحركة الطيران من وإلي مطار لندن هيثرو